# أرت مالك
أرت مالك واسمه الحقيقي «آثار الحق مالك» (بالإنجليزية: Art Malik)‏، من مواليد 13 نوفمبر 1952 م، ممثل بريطانى من أصل باكستانى، وهو من مواليد منطقة البنجاب الباكستانية.
شارك عدة في الأفلام السينمائية الأمريكية، ومنها فيلم جيمس بوند حول أفغانستان، والذي مثل دوره المجاهد، ومن بينها فيلم أكاذيب حقيقية، والتي أنتجت سنة 1994، حيث يصور نفسه كزعيم وغد في الفيلم في دور سالم أبو عزيز، والذي أثار جدلاً في الدول العربية ومنعت من العرض، إضافة إلى مشاركات درامية في لندن من العرق الباكستاني، يعيش حالياً في إنجلترا.

## وصلات خارجية
- 12 Jun 07 Art Malik on Al Jazeera English's Riz Khan show على يوتيوب
- 25 Oct 08 Art Malik on Al Jazeera English's One on One Show part 1
- 25 Oct 08 Art Malik on Al Jazeera English's One on One Show part 2
- أرت مالك على موقع IMDb (الإنجليزية)
- أرت مالك على موقع ألو سيني (الفرنسية)
- أرت مالك على موقع أول موفي (الإنجليزية)
- أرت مالك على موقع قاعدة بيانات برودواي على الإنترنت (الإنجليزية)
- أرت مالك على موقع قاعدة بيانات الأفلام السويدية (السويدية)
- أرت مالك على موقع إن إن دي بي (الإنجليزية)
- أرت مالك على موقع قاعدة بيانات الفيلم (الإنجليزية)
- أرت مالك على موقع كينوبويسك (الروسية)
- Myspace fan group[وصلة مكسورة]
- Art Malik في موقع شاشة الإنترنت [الإنجليزية]‏ التابع لمعهد الفيلم البريطاني